# کریس ویلیامز (کارگردان)
کریس ویلیامز (انگلیسی: Chris Williams؛ زادهٔ ۱۹۶۹/۱۹۶۸) یک انیماتور، کارگردان، فیلمنامه‌نویس و صداپیشهٔ آمریکایی است. از کارهای برجستهٔ او می‌توان به کارگردانی مشترک فیلم تیزپا اشاره کرد که نامزد جایزهٔ اسکار بهترین فیلم پویانمایی در سال ۲۰۰۹ بود؛ شش قهرمان بزرگ که برندهٔ جایزهٔ اسکار بهترین فیلم پویانمایی سال ۲۰۱۵ شد؛ و موانا که نامزد دو جایزه اسکار برای بهترین فیلم پویانمایی و بهترین ترانهٔ اصلی سال ۲۰۱۶ شد.

## اوایل زندگی
ویلیامز در ۱۹ دسامبر ۱۹۶۸ در میزوری متولد شد و ۲۵ سال اول زندگی خود را در واترلو، انتاریو، کانادا گذراند، جایی که پدرش مدیر خدمات مشاوره در دانشگاه واترلو بود. ویلیامز از دانشگاه واترلو در رشته هنرهای زیبا فارغ‌التحصیل شد و سپس در برنامه پویانمایی در کالج شریدان، اوکویل، انتاریو ثبت نام کرد. او پس از فارغ‌التحصیلی از شریدان، توسط دیزنی استخدام شد و به لس آنجلس نقل مکان کرد.

## حرفه
ویلیامز پیش‌تر در بخش داستان برای مولان (۱۹۹۸)، زندگی جدید امپراتور (۲۰۰۰) و یخ‌زده (۲۰۱۳) کار می‌کرد که در آنها صداپیشگی شخصیت اوکن را نیز بر عهده داشت. در فوریه ۲۰۰۷، اعلام شد که او سگ آمریکایی را کارگردانی خواهد کرد، که پسان‌تر بولت (۲۰۰۸) نام گرفت و بعداً بایرون هاوارد به او پیوست، هر دوی آنها جایگزین کریس سندرز شدند که کارگردان اصلی بود.
در ژوئیه ۲۰۱۰، منابع مختلف گزارش کردند که ویلیامز بر اساس داستان فیلیپ کی. دیک، پادشاه الف‌ها را کارگردانی خواهد کرد. با این حال، در سال ۲۰۱۲، فاش شد که ویلیامز به یکی دیگر از فیلم‌های پویانمایی والت دیزنی، شش قهرمان بزرگ، که از داستانی از مارول کامیکس به همین نام الهام گرفته‌است، به عنوان کارگردان مشترک پیوسته‌است.
در نوامبر ۲۰۱۸، گزارش شد که ویلیامز دیزنی را ترک کرده‌است و او هیولای دریا را برای نتفلیکس نوشته و کارگردانی می‌کند.

## فیلم‌شناسی
| سال  | فیلم                       | ذکرشده به‌عنوان  | ذکرشده به‌عنوان | ذکرشده به‌عنوان | ذکرشده به‌عنوان | ذکرشده به‌عنوان | ذکرشده به‌عنوان | ذکرشده به‌عنوان           |
| سال  | فیلم                       | کارگردان        | فیلم‌نامه‌نویس   | تهیه‌کننده      | نویسندهٔ داستان | سایر           | صداپیشه        | یادداشت‌ها                |
| ---- | -------------------------- | --------------- | -------------- | -------------- | -------------- | -------------- | -------------- | ------------------------ |
| ۱۹۹۸ | مولان                      | نه              | نه             | نه             | آری            | نه             |                |                          |
| ۲۰۰۰ | زندگی جدید امپراتور        | نه              | داستان         | نه             | آری            | نه             |                |                          |
| ۲۰۰۲ | لیلو و استیچ               | نه              | نه             | نه             | آری            | نه             |                |                          |
| ۲۰۰۳ | برادر خرس                  | نه              | نه             | نه             | نه             | آری            |                | داستان اضافی             |
| ۲۰۰۵ | جوجه کوچولو                | نه              | نه             | نه             | آری            | نه             |                |                          |
| ۲۰۰۷ | ملاقات با رابینسون‌ها       | نه              | نه             | نه             | اضافی          | نه             |                |                          |
| ۲۰۰۸ | تیزپا                      | آری             | فیلم‌نامه       | نه             | نه             | آری            | صداهای اضافی   | ذکرنشده در تیتراژ        |
| ۲۰۰۹ | شاهدخت و قورباغه           | نه              | نه             | نه             | نه             | نه             |                | ذکرنشده در تیتراژ        |
| ۲۰۱۰ | گیسوکمند                   | نه              | نه             | نه             | اضافی          | نه             |                | ذکرنشده در تیتراژ        |
| ۲۰۱۱ | وینی د پو                  | نه              | نه             | نه             | نه             | نه             |                | ذکرنشده در تیتراژ        |
| ۲۰۱۲ | رالف خرابکار               | نه              | نه             | نه             | اضافی          | نه             |                | ذکرنشده در تیتراژ        |
| ۲۰۱۳ | یخ‌زده                      | نه              | نه             | نه             | آری            | آری            | اوکن           | ذکرنشده در تیتراژ        |
| ۲۰۱۴ | شش قهرمان بزرگ             | آری             | نه             | نه             | نه             | آری            |                | رهبری خلاق               |
| ۲۰۱۶ | زوتوپیا                    | نه              | نه             | نه             | نه             | آری            |                | داستان اضافی، رهبری خلاق |
| ۲۰۱۶ | موانا                      | کارگردانی مشترک | داستان         | نه             | نه             | آری            |                | رهبری خلاق               |
| ۲۰۱۸ | رالف اینترنت را خراب می‌کند | نه              | نه             | اجرایی         | اضافی          | آری            |                |                          |
| ۲۰۱۹ | یخ‌زده ۲                    | نه              | نه             | نه             | آری            | آری            | اوکن           | ذکرنشده در تیتراژ        |
| ۲۰۲۱ | رایا و آخرین اژدها         | نه              | نه             | نه             | نه             | آری            |                | داستان اضافی             |
| ۲۰۲۲ | هیولای دریا                | آری             | آری            | آری            | نه             | نه             |                | فیلم اصلی نتفلیکس        |